# Marcello Ciorciolini
Marcello Ciorciolini (Roma, 16 gennaio 1922 – Roma, 5 settembre 2011) è stato uno sceneggiatore, regista e autore televisivo italiano.

## Biografia
Lavorò alla stesura di diversi film per il cinema, e in ambito televisivo contribuì all'adattamento di uno dei primi sceneggiati, Tutto da rifare pover'uomo del 1960, diretto da Eros Macchi.
Diresse in tutto una decina di film, fra cui ben 5 interpretati da Franco e Ciccio.
Nel 1956 fu autore, insieme a Sergio Sollima, della rivista I pallinisti, sulle idee fisse di cui gli uomini diventano preda; nel 1957 in scena al Piccolo Teatro di Milano, interpretato da Franco Parenti (anche regista), Luisa Rossi, Giusi Raspani Dandolo e Renzo Palmer. Nel 1990 fu autore, con Michele Guardì, del programma I Fatti Vostri su Rai 2, in cui ideò il gioco La busta giusta. 

## Filmografia

### Sceneggiatore
- Cafè chantant, regia di Camillo Mastrocinque (1954)
- Il coraggio, regia di Domenico Paolella (1955)
- Mamma sconosciuta, regia di Carlo Campogalliani (1956)
- Il terrore della maschera rossa, regia di Luigi Capuano (1959)
- Destinazione Sanremo, regia di Domenico Paolella (1959)
- Tutto da rifare pover'uomo, regia di Eros Macchi – miniserie TV (1960)
- Robin Hood e i pirati, regia di Giorgio Simonelli (1960)
- La regina dei tartari, regia di Sergio Grieco (1960)
- I Teddy boys della canzone, regia di Domenico Paolella (1960)
- La vendetta di Ursus, regia di Luigi Capuano (1961)
- Che femmina!! e... che dollari!, regia di Giorgio Simonelli (1961)
- Gerarchi si muore, regia di Giorgio Simonelli (1961)
- 2 samurai per 100 geishe, regia di Giorgio Simonelli (1962)
- Ursus nella terra di fuoco, regia di Giorgio Simonelli (1963)
- I due evasi di Sing Sing, regia di Lucio Fulci (1964)
- Due mafiosi nel Far West, regia di Giorgio Simonelli (1964)
- Il tulipano nero, regia di Christian-Jaque (1964)
- I due sergenti del generale Custer, regia di Giorgio Simonelli (1965)
- I due toreri, regia di Giorgio Simonelli (1965)
- I due figli di Ringo, regia di Giorgio Simonelli e Giuliano Carnimeo (1966)
- Black Box Affair - Il mondo trema, regia di Marcello Ciorciolini (1966)
- Due mafiosi contro Al Capone, regia di Giorgio Simonelli (1966)
- I due sanculotti, regia di Giorgio Simonelli (1966)
- Rose rosse per Angelica, regia di Steno (1966)
- I barbieri di Sicilia, regia di Marcello Ciorciolini (1967)
- Ciccio perdona... Io no!, regia di Marcello Ciorciolini (1968)
- I nipoti di Zorro, regia di Marcello Ciorciolini (1968)
- Indovina chi viene a merenda?, regia di Marcello Ciorciolini (1969)
- Franco e Ciccio... ladro e guardia, regia di Marcello Ciorciolini (1969)
- Meo Patacca, regia di Marcello Ciorciolini (1972)
- Colpo grosso... grossissimo... anzi probabile, regia di Tonino Ricci (1972)
- Il lupo dei mari, regia di Giuseppe Vari (1975)
- Drim – programma TV (1980)

### Regista
- Con rispetto parlando (1965)
- Black Box Affair - Il mondo trema (1966) – con lo pseudonimo James Harris
- I barbieri di Sicilia (1967)
- Ciccio perdona... Io no! (1968)
- Tom Dollar (1968) – con lo pseudonimo Frank Red
- Indovina chi viene a merenda? (1968)
- I nipoti di Zorro (1968)
- Franco e Ciccio... ladro e guardia (1969)
- Meo Patacca (1972)
- Settefolli – film TV (1982)